# Kumushkhon Fayzullaeva
Kumushkhon Fayzullaeva (née le 20 janvier 2002) est une haltérophile ouzbèke. Elle a remporté la médaille d'or dans l'épreuve des filles de 63 kg aux Jeux olympiques de la jeunesse d'été de 2018 qui se sont tenus à Buenos Aires, en Argentine,.

## Carrière
Elle a remporté la médaille de bronze dans l'épreuve des femmes de 58 kg lors des Championnats du monde d'haltérophilie de la jeunesse 2017 qui se sont tenus à Bangkok, en Thaïlande,. Aux Jeux de la Solidarité Islamique de 2017 qui se sont déroulés à Bakou, en Azerbaïdjan, elle a remporté la médaille d'argent dans l'épreuve des 63 kg féminine.
En 2018, elle a remporté la médaille d'or dans l'épreuve des 63 kg féminine lors des Championnats du Monde juniors d'haltérophilie qui se sont tenus à Tachkent, en Ouzbékistan. La même année, elle a participé à l'épreuve des 64 kg aux Championnats du monde d'haltérophilie 2018, et en 2019, elle a également participé à l'épreuve des 64 kg, sans remporter de médaille dans les deux cas. En 2018, elle a terminé à la 21e place, et en 2019, elle a amélioré son résultat en se classant 10e.
Elle a remporté la médaille d'or dans l'épreuve des 64 kg féminine lors des Championnats du Monde de jeunesse d'haltérophilie de 2019 qui se sont déroulés à Las Vegas, aux États-Unis. Elle a également remporté la médaille de bronze dans l'épreuve de l'arraché des 64 kg féminine lors de la 6e Coupe internationale du Qatar qui s'est tenue à Doha, au Qatar. En 2021, elle a remporté la médaille d'argent dans l'épreuve des 71 kg féminine lors des Championnats du monde juniors d'haltérophilie qui se sont déroulés à Tachkent, en Ouzbékistan,.
Elle a représenté l'Ouzbékistan aux Jeux olympiques d'été de 2020 à Tokyo, au Japon. Elle a terminé à la 6e place dans l'épreuve des 76 kg féminin. Quelques mois plus tard, elle a participé à l'épreuve des 71 kg féminine lors des Championnats du monde d'haltérophilie 2021 qui se sont déroulés à Tachkent, en Ouzbékistan.

## Réalisations
| Année                 | Lieu                  | Poids                 | Arraché (kg)          | Arraché (kg)          | Arraché (kg)          | Arraché (kg)          | Épaulé-jeté (kg)      | Épaulé-jeté (kg)      | Épaulé-jeté (kg)      | Épaulé-jeté (kg)      | Total                 | Rang                  |
| Année                 | Lieu                  | Poids                 | 1                     | 2                     | 3                     | Rang                  | 1                     | 2                     | 3                     | Rang                  | Total                 | Rang                  |
| Jeux olympiques d'été | Jeux olympiques d'été | Jeux olympiques d'été | Jeux olympiques d'été | Jeux olympiques d'été | Jeux olympiques d'été | Jeux olympiques d'été | Jeux olympiques d'été | Jeux olympiques d'été | Jeux olympiques d'été | Jeux olympiques d'été | Jeux olympiques d'été | Jeux olympiques d'été |
| --------------------- | --------------------- | --------------------- | --------------------- | --------------------- | --------------------- | --------------------- | --------------------- | --------------------- | --------------------- | --------------------- | --------------------- | --------------------- |
| 2021                  | Tokyo, Japon          | 76 kg                 | 97                    | 101                   | 101                   | 122                   | 126                   | 130                   | 227                   | 6                     | 227                   | 6                     |